# Peter Hinwood
Peter Hinwood (nascido em 17 de maio de 1946) é um negociante de antiguidades e ex-ator e modelo inglês. Ele é mais conhecido por seu papel como Rocky em The Rocky Horror Picture Show em 1975.

## Biografia
Hinwood trabalhou como fotógrafo e modelo profissional enquanto seguia a carreira de ator. Hinwood é conhecido principalmente por sua aparição no cinema como a criação bem oleada, musculosa e quase sempre muda de Rocky no filme cult de 1975, The Rocky Horror Picture Show. A voz de Rocky foi dublada na pós-produção pelo cantor australiano Trevor White. Tanto Hinwood quanto White foram entrevistados por Scott Michaels para seu livro de 2002 Rocky Horror: From Concept to Cult.
Sua interpretação da "criação" do Dr. Frank-N-Furter foi o papel mais significativo da carreira de ator de Hinwood. Hinwood interpretou o deus grego Hermes na minissérie Adventures of Ulysses na televisão britânica no final dos anos 1960. Antes de Rocky Horror, ele atuou como Guy no macabro Tam Lin de Roddy McDowall. Depois de Rocky Horror, ele também teve um pequeno papel no drama histórico romano homoerótico de Paul Humfress e Derek Jarman, Sebastiane.
Hinwood é agora negociante de antiguidades em Londres e vive a maior parte do tempo em Tangier. Ele disse à revista People em 2000 que havia três razões pelas quais ele optou por não continuar aproveitando seu momento de terror. "Primeiro, não sei atuar. Segundo, estremeço de vergonha toda vez que me vejo no filme. Terceiro, aprecio uma vida tranquila e pacífica." Hinwood revelou que em 1994 ele redescobriu as calças douradas que usou no filme e as vendeu em uma casa de leilões por quase US$ 1.000. Eles agora fazem parte da coleção de memorabilia do Hard Rock e foram exibidos por um tempo em seu restaurante em Myrtle Beach, Carolina do Sul. Os shorts podem ser vistos no Orlando Hard Rock.

## Vida pessoal
Seu "parceiro de vida e de negócios" foi Christopher Gibbs, negociante e colecionador de antiguidades, até a morte de Gibbs em julho de 2018.

## Filmografia
| Ano  | Título                        | Personagem                 | Notas        |
| ---- | ----------------------------- | -------------------------- | ------------ |
| 1968 | The Odyssey                   | Hermes                     |              |
| 1970 | Tam-Lin                       | Guy                        |              |
| 1975 | The Rocky Horror Picture Show | Rocky Horror – Uma Criação |              |
| 1976 | Sebastiane                    | Convidado do Imperador     | Sem créditos |